# 고마키촌
고마키촌(일본어: 古牧村)은 일본 나가노현 가미미노치군에 설치되었던 촌이다. 현재의 나가노시에 해당한다.